# Lights and Thunder
Lights and Thunder è una canzone del gruppo musicale statunitense White Lion, pubblicata come singolo nel Regno Unito dal loro album Mane Attraction del 1991. 
Lights and Thunder è stata per diversi anni la canzone più lunga dei White Lion, con una durata di 8 minuti e 9 secondi. Nel 2008, è stata superata da Sangre de Cristo dall'album Return of the Pride, che con la sua durata di 8 minuti e 44 secondi è diventata definitivamente la canzone più lunga del gruppo.
La canzone si è piazzata solamente alla posizione numero 95 della Official Singles Chart.
Nel 2005, in occasione dell'uscita dell'album live Rocking the USA, è stato realizzato un video musicale per la versione dal vivo di questa canzone.

## Tracce
1. Lights and Thunder – 8:09
2. She's Got Everything – 6:54

## Formazione
- Mike Tramp – voce
- Vito Bratta – chitarre
- James Lomenzo – basso
- Greg D'Angelo – batteria

## Classifiche
| Classifica (1991) | Posizione massima |
| ----------------- | ----------------- |
| Regno Unito       | 95                |